# Krijn Schippers

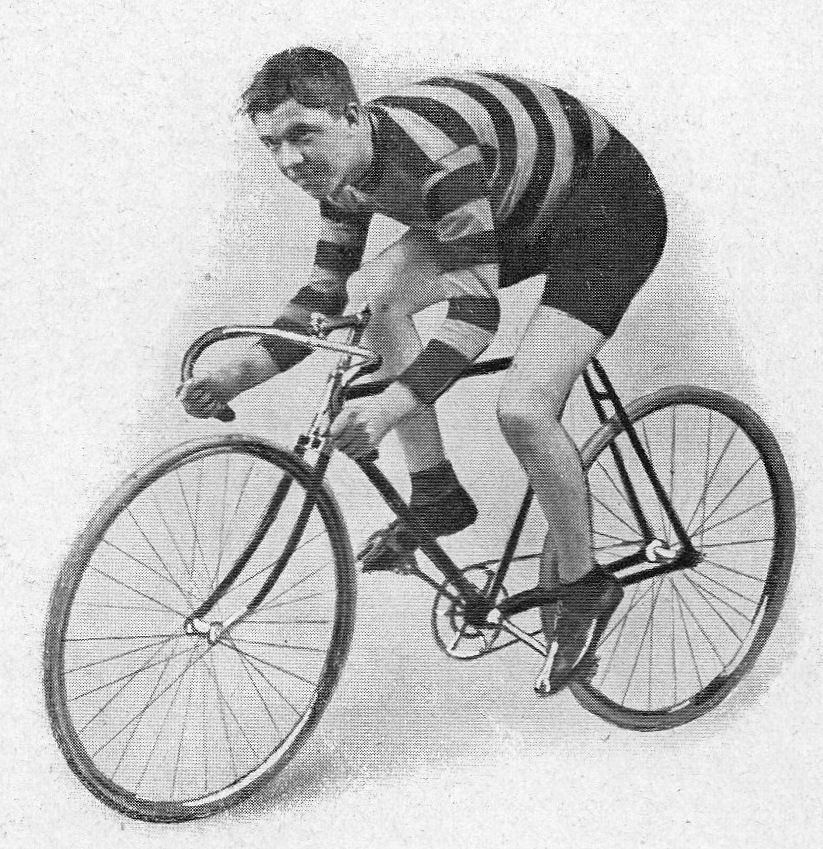
Krijn Schippers (1911)

Krijn Schippers (* 21. Januar 1884 in Rotterdam; † unbekannt) war ein ehemaliger niederländischer Radrennfahrer und nationaler Meister im Radsport.

## Sportliche Laufbahn
Schippers war im Straßenradsport aktiv. Von 1912 bis 1915 war er Berufsfahrer. 1911 gewann er die nationale Meisterschaft im Straßenrennen, die damals für alle Klassen offen war, vor Piet van der Wiel. Danach trat er im Radsport nicht mehr in Erscheinung.